# اسنی، مراکش
اسنی (به فرانسوی: Asni) یک منطقهٔ مسکونی در مراکش است که در استان حوز واقع شده‌است.